# Kropemann

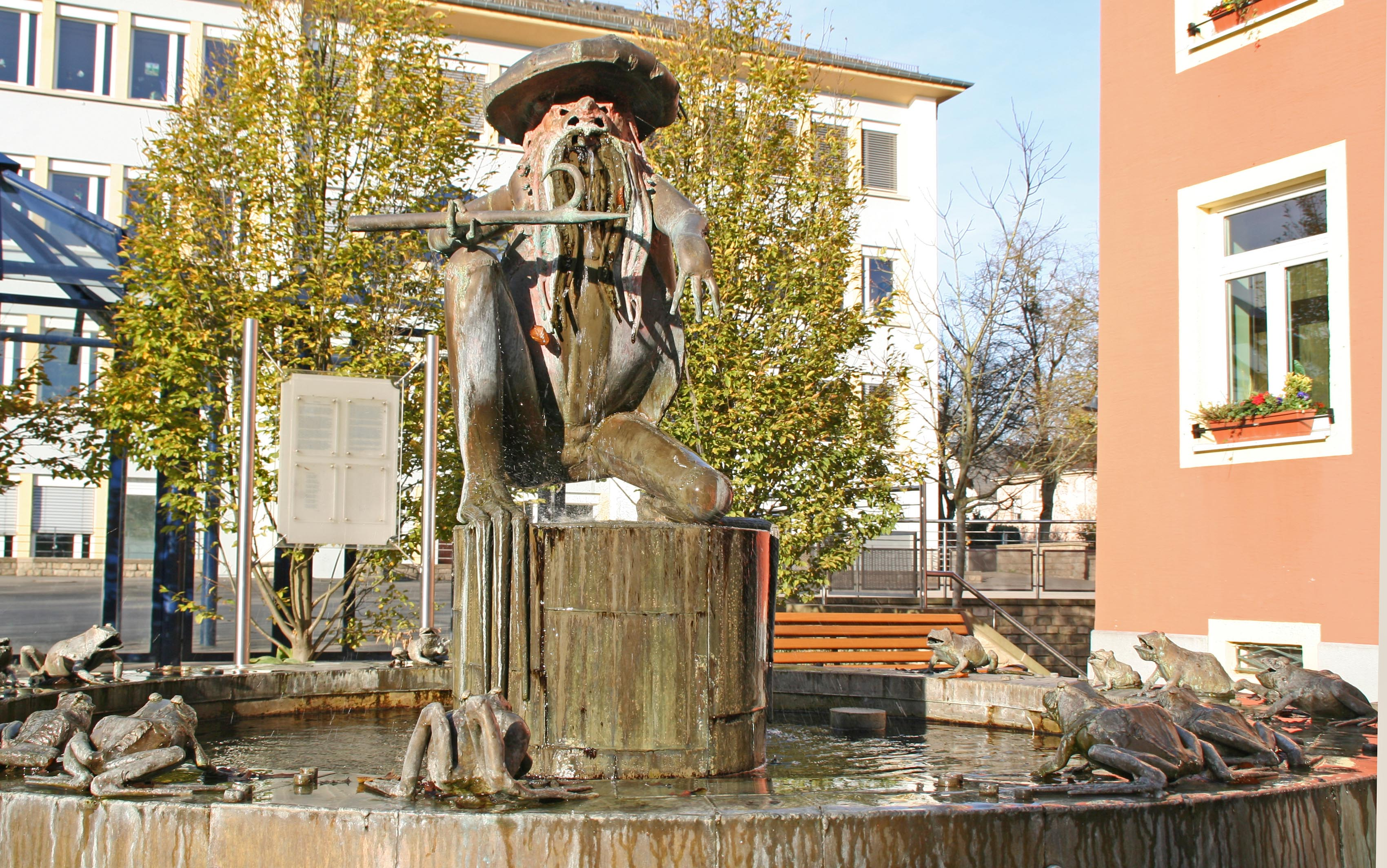
Der Kropemann auf dem Springbrunnen vor dem Gemeindehaus in Redingen, umgeben von Fröschen.

Der Kropemann (wörtlich übersetzt: „Hakenmann“) ist eine luxemburgische Sagengestalt, welche den Wassergeistern zuzuordnen ist. Er ist das Wahrzeichen der Gemeinde Redingen an der Attert.

## Aussehen und Erscheinungsbild
Der Kropemann wird als düstere, hinterhältige Gestalt dargestellt, welche in der Attert, einem Fluss im Westen des Großherzogtums Luxemburg, lebt. Darstellungen zeigen ihn als kleinen Mann mit langem, zotteligem Bart und zerfetzten Kleidern, dessen Körper mit Algen und anderen Pflanzen überwuchert ist. Er trägt eine Hakenstange (lux.: Kropestaang) bei sich, mit welcher er seine Opfer in die Tiefen des Flusses hinabzieht.

## Sage
Laut der Sage lauert der Kropemann in der Attert und wartet versteckt auf ahnungslose Opfer, welche sich dem Ufer nähern, um sie dann mit der Kropestaang (wörtlich übersetzt: Hakenstange) in die Tiefen des Flusses zu ziehen. Dort hält er sie gefangen und verschlingt sie oder lässt sie ihre Dienste für ihn verrichten.
Diese Geschichte wird den luxemburgischen Kindern erzählt, um sie davon abzuhalten, sich Stellen zu nähern, an welchen man ertrinken kann, wie zum Beispiel Flüssen, Bächen, Teichen, Seen, Quellen, Wehren oder Brunnen.

## Gedicht
Das Gedicht „de Kropemann“ wurde vom luxemburgischen Dichter Willi Goergen verfasst und ist dem Wassergeist gewidmet. Der Text wurde der heutigen luxemburgischen Orthographie angepasst:
| Luxemburgisch | Deutsche Übersetzung |
| --- | --- |
| Am Pëtz do sëtzt de Kropemann. Wat mécht hien an deem Waasser dran? E lauert mat der Kropestaang Bis datt en d’Këndche - jupps - gefaang’. Wat wëll e mat deem Këndchen man? E späert et a säi Keller an, Do ass et däischter, kal an naass. D’léift Këndche géng ’rëm gär op d’Gaass, Mee ’t kann och jäize, jéim’re, klo’n: t’däerf nët méi bei séng Mamma go’n. Duerfir méng hierzeg Zockergrëtz, bleif schéin ewech vum déiwe Pëtz. A kuck dach nëmmen nët méi dran, Soss kënnt deen uerge Kropemann. E kroopt dech an d’Zéif - Komm huerteg, méng Spréif! | Im Brunnen sitzt der Kropemann Was macht er in dem Wasser drin? Er lauert mit der Hakenstange, bis dass er das Kindlein – schwupp – gefangen! Was will er mit dem Kindlein machen? Er sperrt es in seinen Keller ein Dort ist es dunkel, kalt und nass. Das liebe Kindlein würde gerne wieder auf die Gasse Aber es kann schreien, jammern, klagen Es darf nicht mehr zu seiner Mama gehen. Deswegen, mein herziges Zuckerkind, Bleibe schön weg vom tiefen Brunnen. Und schau doch nur nicht mehr hinein, Sonst kommt der arge Kropemann. Er hakt dich in den Zeh – Komm geschwind, mein Star! |

## Feste
Seit 2012 wird in Redingen an der Attert jährlich Ende September das Kropemannsfest veranstaltet. Dabei werden Hobby- und Kunsthandwerk, Esswaren, Kleider uvm. angeboten. Daneben gibt es viel Unterhaltung wie Theaterstücke und Musik.